# Marty Embry
Marty Embry (Flint, 28 marzo 1964) è un ex cestista statunitense, professionista in Italia e in Giappone.

## Carriera
Venne selezionato dagli Utah Jazz al quarto giro del Draft NBA 1986 (84ª scelta assoluta), ma non giocò mai nella NBA.

## Palmarès
- USBL All-Rookie Team (1986)